# Édouard Huet (général)
Pour les articles homonymes, voir Édouard Huet et Huet.
Edouard Huet, né le 17 mars 1751 à Bourges (Cher), mort le 26 juillet 1819 à Bourges (Cher), est un général de brigade de la Révolution française.

## États de service
Il entre en service le 8 juillet 1789, dans la Garde nationale de Bourges, qu’il quitte le 21 août 1792. Le 27 août 1792, il est élu lieutenant-colonel au 2e bataillon de volontaires du Cher. En garnison à Bitche, il combat contre les Autrichiens, le 17 novembre 1793, et la convention décrète que le 2e bataillon du Cher a bien mérité de la patrie. 
Il est promu général de brigade provisoire par les représentants en mission Saint-Just et Le Bas le 29 novembre 1793. Moreaux jugeant, qu’il est un « patriote zélé » de « médiocre talent », il est réformé le 3 juillet 1794. 
Il retrouve un poste le 12 mai 1796, quand il est nommé chef de bataillon à la 29e demi-brigade d’infanterie, et le 3 mars 1798, il devint capitaine de gendarmerie à Bourges. Il est admis à la retraite le 1er novembre 1801.
Il meurt le 26 juillet 1819 à Bourges.

## Sources
- (en) « Generals Who Served in the French Army during the Period 1789 - 1814: Eberle to Exelmans »
- Edouard Huet  sur roglo.eu
- Léon Hennet, Etat militaire de France pour l’année 1793, Siège de la société, Paris, 1903, p. 322.
- Côte Service historique de la Défense: 8 YD 407
- Arthur Chuquet, Les guerres de la Révolution, Hoche et la lutte pour l’Alsace, chez Plon, Paris, 1895, p. 49.
- Georges Six, Dictionnaire biographique des généraux & amiraux français de la Révolution et de l'Empire (1792-1814), Paris : Librairie G. Saffroy, 1934, 2 vol., p. 580